# Jindřich Wielgus
Jindřich Wielgus (ur. 26 lutego 1910 w Karvinie, zm. 6 kwietnia 1998 w Pradze) – czeski rzeźbiarz, typograf i grafik. W 1989 otrzymał tytuł Artysty narodowego.

## Życiorys
W latach 1924–1928 kształcił się na rzeźbiarza, przez dwa lata studiował w Szkole Rzemiosł Artystycznych w Brnie, a w latach 1931–1934 kontynuował naukę rzeźby w Szkole Sztuk Stosowanych w pracowni prof. Karel Dvořák, w latach 1934–1938 kontynuował studia w Akademii Sztuk Pięknych w Pradze u prof. Otakar Španiel, ukończył w roku szkolnym 1937–1938 Accademia di belle arti w Rzymie. Mieszkał w Pradze.
Był osobą o skrajnie lewicowych poglądach. Działał jako członek KSČ.

## Twórczość
W czasie II wojny światowej czerpał z wątków biblijnych. W swojej dalszej pracy skupiał się głównie na motywach z życia górniczych rodzin w Ostrawie. Skupienie stylistyczne socrealizmu łączył ze stylizacją monumentalnych rzeźb rzeźbionych w kamieniu lub odlewanych w brązie z lekcjami sztuki awangardowej (Jose Čapek, Otto Gutfreud). Realizował monumentalne prace w architekturze, kamieniu czy ceramice, np. płaskorzeźby w szpitalu w Jihlavie, w poliklinice we Vsetínie czy w szpitalu w Ostrawie-Porubie.
W latach 60. i 70. wyszedł poza styliczne i tematyczne ograniczenia i tworzył także rzeźby kobiet, dzieci, ale również okładki książek i ilustracje.

## Galeria

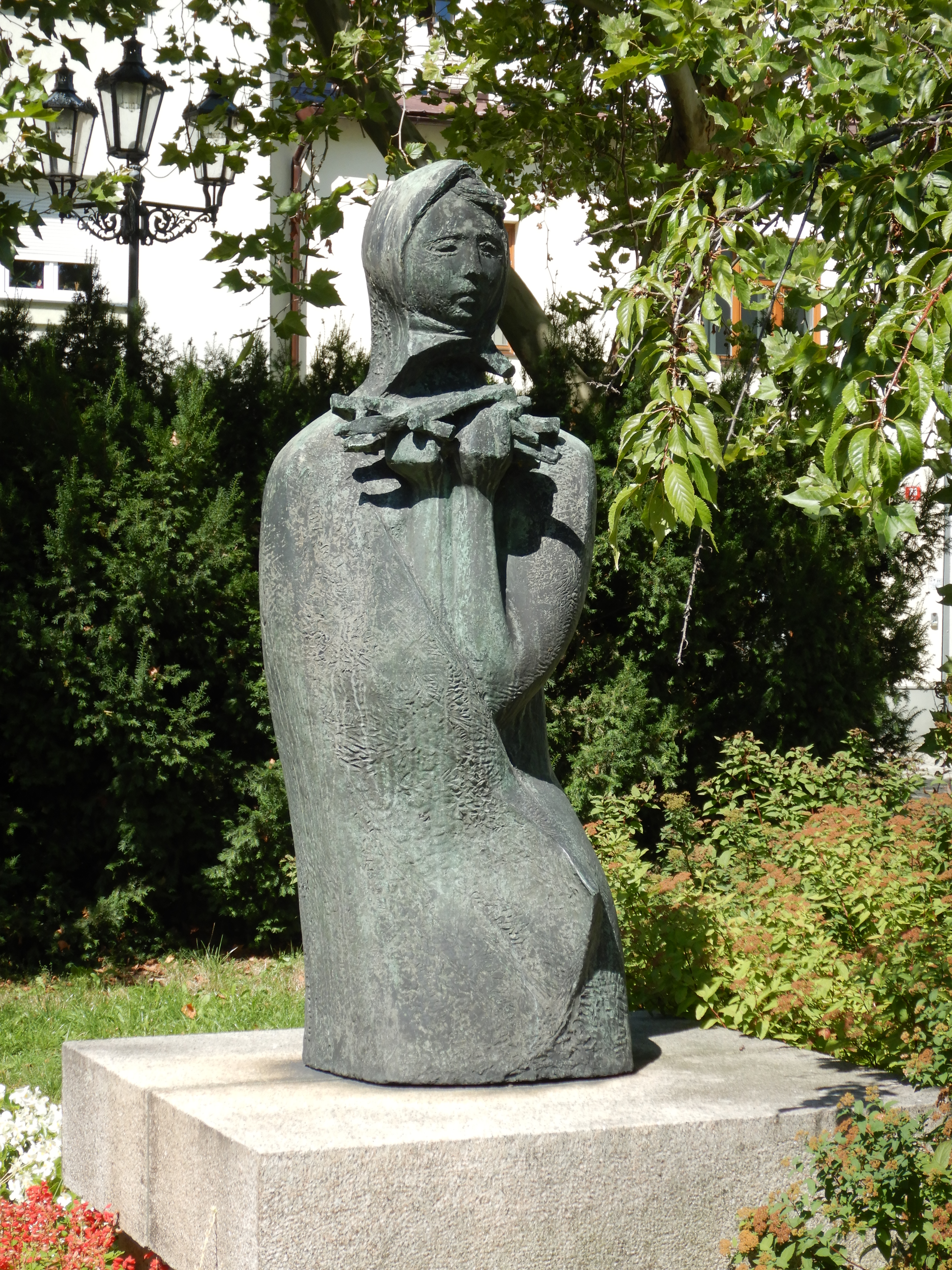
Maryčka Magdonova (1965)
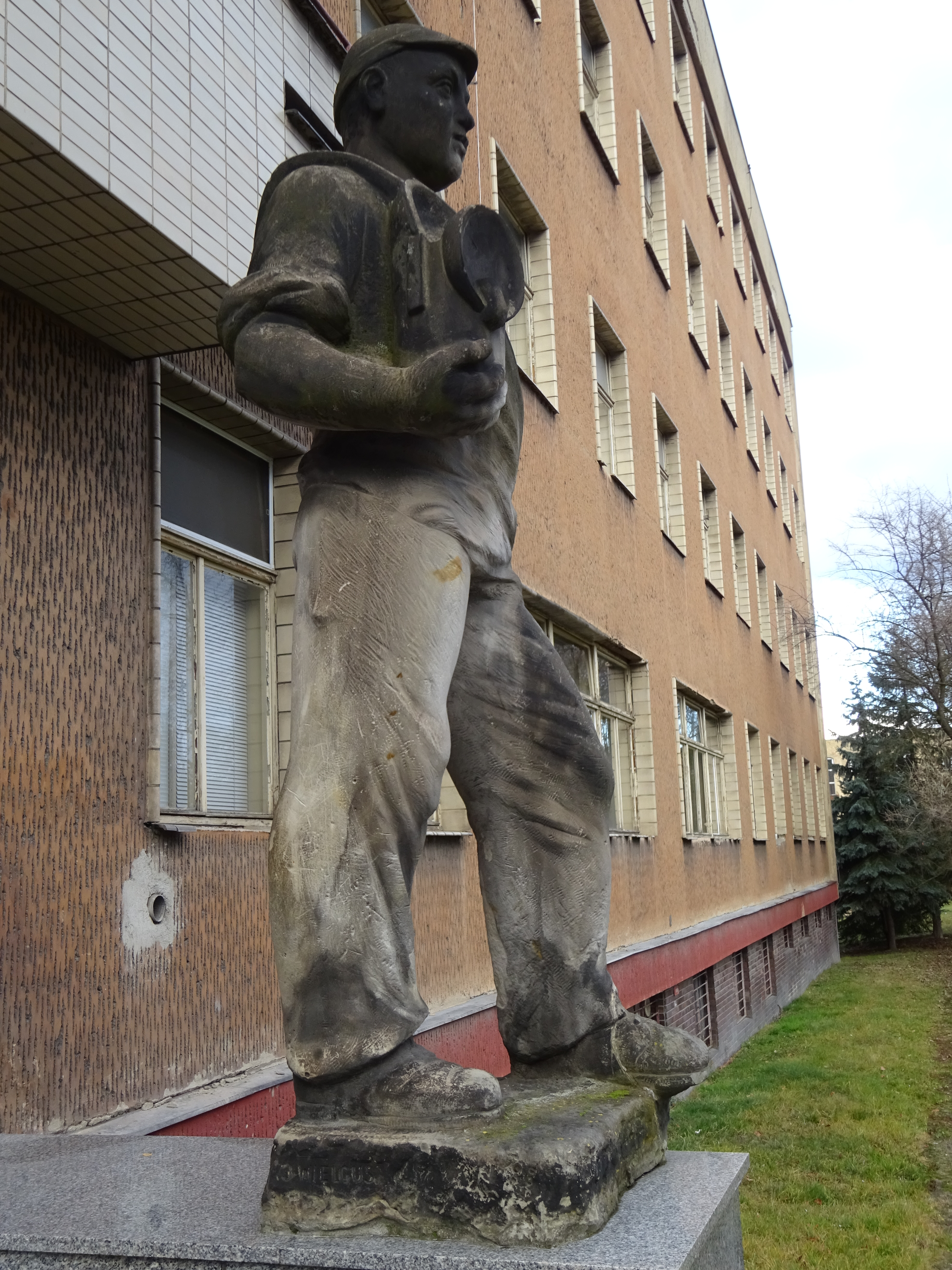
Horník
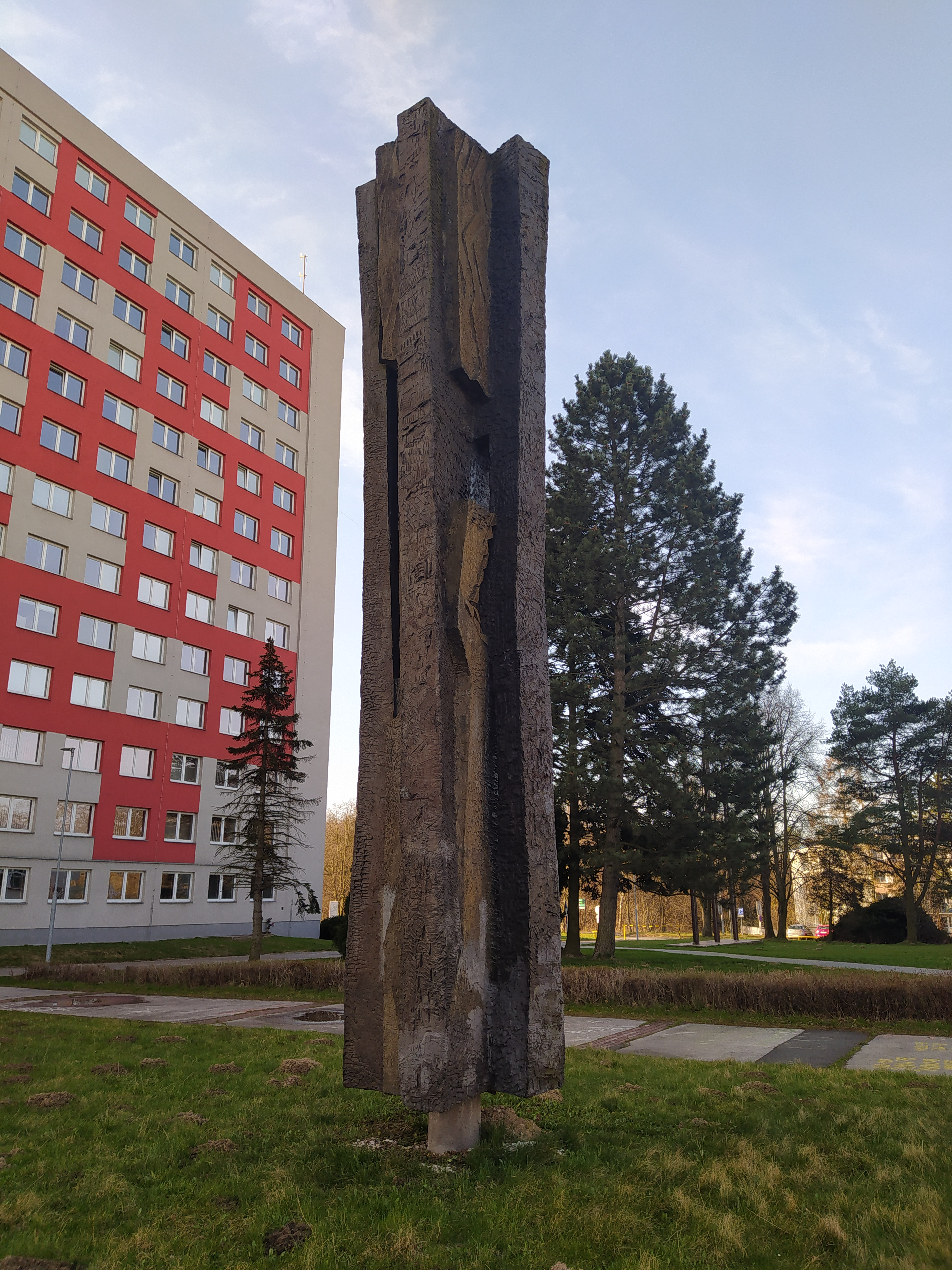
Abstrakcyjna rzeźba w Ostravie